# Monaco az 1998. évi téli olimpiai játékokon
Monaco a japán Naganóban megrendezett 1998. évi téli olimpiai játékok egyik részt vevő nemzete volt. Az országot az olimpián 1 sportágban 4 sportoló képviselte, akik érmet nem szereztek.

## Bob
| Versenyző                                                      | Versenyszám | 1. futam | 1. futam | 2. futam | 2. futam | 3. futam | 3. futam | 4. futam | 4. futam | Összesítés | Összesítés |
| Versenyző                                                      | Versenyszám | Idő      | Hely.    | Idő      | Hely.    | Idő      | Hely.    | Idő      | Hely.    | Idő        | Helyezés   |
| -------------------------------------------------------------- | ----------- | -------- | -------- | -------- | -------- | -------- | -------- | -------- | -------- | ---------- | ---------- |
| Gilbert Bessi Jean-François Calmes                             | Kettes      | 55,89    | 25.      | 55,86    | 25.*     | 55,92    | 25.      | 55,87    | 25.*     | 3:43,54    | 24.        |
| Albert Grimaldi Pacal Camia Jean-François Calmes Gilbert Bessi | Négyes      | 55,58    | 28.      | 55,70    | 30.      | 55,86    | 29.      |          |          | 2:47,14    | 28.        |

* - egy másik csapattal azonos eredményt ért el